# تل خزنه، حماة
تل خزنه (به عربی: تل خزنة) یک روستا در سوریه است که در ناحیه مرکزی سلمیه واقع شده‌است. تل خزنه ۱٬۲۵۲ نفر جمعیت دارد.